# Italohippus albicornis
Italohippus albicornis is een rechtvleugelig insect uit de familie veldsprinkhanen (Acrididae). De wetenschappelijke naam van deze soort is voor het eerst geldig gepubliceerd in 1948 door La Greca.
1. ↑  (en) Italohippus albicornis op de IUCN Red List of Threatened Species.